# Dansa
Una dansa o in occitano moderno dança (ˈdansɔ, ˈdaⁿsɔ , in catalano ˈdansə, ˈdansa) era una forma occitana di poesia lirica sviluppatasi tra i trovatori nel tardo XIII secolo. Correlato al termine italiano "danza" era spesso accompagnata da ballo o danza. Una forma più strettamente correlata, la balada o balaresc, aveva una struttura più complessa, ed è correlata alla ballata francese (da non confondere con la ballata italiana), ma non relazionata alla ballata popolare. Entrambi i termini derivano dalle parole occitane che significano "ballare, danzare": dansar e balar/ballar. 
Una dansa inizia con un respos di uno o due versi, il cui schema metrico non si armonizza con il primo verso o i due di ogni cobla successiva. L'attuale respos si potrebbe ripetere tra stanze, di solito tre, a mo' di ritornello. Le poche melodie sopravvissute di dansas somigliano alle incipienti virelais. Le strofe della dansa venivano cantate da un solista, mentre il ritornello da un coro. Una dansa che manca della vuelta (volta) viene chiamata danseta. 
In una balada ogni stanza viene suddivisa in tre parti. La prima e la seconda parte sono identiche, ognuna terminante con la stessa rima del primo verso della poesia. La terza parte della stanza è identica al ritornello (refranh) nella forma. Il ritornello, che inizia la canzone, viene ripetuto dopo ogni stanza. In una balada i versi del coro e del solista potrebbero mischiarsi. 
Una desdansa (o desdança) è l'opposto di una dansa, non nella forma ma nel contenuto. Laddove una dansa possiede un testo allegro e una musica vivace, una desdansa è triste e lamentevole, molto simile a un planh destinato alla danza. La desdansa viene definita, ed esemplificata, nel Cançoneret de Ripoll. 

## Lista didansasebaladas
balada
  baladeta
  dansa
  genere ibrido
| Compositore         | Incipit (i.e. titolo)                    | Data | Note                                                                  |
| ------------------- | ---------------------------------------- | ---- | --------------------------------------------------------------------- |
| Guiraut d'Espaigna  | Be volgra, s'esser pogues                |      |                                                                       |
| Guiraut d'Espaigna  | Domna, si tot no.us es preza             |      |                                                                       |
| Guiraut d'Espaigna  | Gen m'auci                               |      |                                                                       |
| Guiraut d'Espaigna  | Ges ancara                               |      |                                                                       |
| Guiraut d'Espaigna  | Lo fi cor qu'ie.us ai                    |      | Talvolta chiamata balada o dansa                                      |
| Guiraut d'Espaigna  | No posc plus sofrir                      |      |                                                                       |
| Guiraut d'Espaigna  | Na Ses Merce                             |      |                                                                       |
| Guiraut d'Espaigna  | Per amor soi gai                         |      | Una pastorela in forma di dansa                                       |
| Guiraut d'Espaigna  | Pos ses par                              |      |                                                                       |
| Guiraut d'Espaigna  | Sa gaja semblansa                        |      |                                                                       |
| Guiraut d'Espaigna  | Si la bela que.m plai no.m plai          |      |                                                                       |
| Guiraut d'Espaigna  | Si.l dous jois d'amor                    |      |                                                                       |
| Guiraut d'Espaigna  | Si no.m secor domna gaja                 |      |                                                                       |
| Paulet de Marseilla | Bela domna plazens, ai                   |      |                                                                       |
| Serveri de Girona   | A la pluga a.l vent iran                 |      | Una balada che Serveri classifica come espingadura                    |
| Serveri de Girona   | Com es ta mal ensenyada                  |      | Una dansa che Serveri classifica come peguesca                        |
| Serveri de Girona   | No.l prenatz los fals marit iana delgada |      | Una balada che Serveri classifica come viadeyra                       |
| Serveri de Girona   | Pus on vey leys                          |      |                                                                       |
| Serveri de Girona   | Si voletz que.m laix d'amar              |      |                                                                       |
| Serveri de Girona   | Tant ay el cor d'alegrança               |      | A sirventes–dansa                                                     |
| Serveri de Girona   | Tot can cors dezira                      |      |                                                                       |
| Uc de Saint Circ    | Una danseta voil far                     |      |                                                                       |
|                     | A l'entrada del temps clar               |      |                                                                       |
|                     | Amors m'art con fuoc ab flama            |      | Forse una canso frammentaria                                          |
|                     | Ara l'ausetz                             |      | Forse una parodia (parodique) di una dansa                            |
|                     | Coindeta sui, si cum n'ai greu cossire   |      |                                                                       |
|                     | D'amor m'estera ben e gent               |      |                                                                       |
|                     | Mort m'an li semblan que ma dona.m fai   |      |                                                                       |
|                     | Plazens plasers, tant vos am e.us dezir  |      | Costituita di una singola cobla                                       |
|                     | Pos la dousor del temps gay              |      |                                                                       |
|                     | Pos qu'ieu vey la fuella                 |      | Due coblas, forse una singola canso                                   |
|                     | Pres soi ses faillencha                  |      | Due coblas, forse una singola Canso                                   |
|                     | Quant lo gilos er fora                   |      |                                                                       |
|                     | S'anc vos                                |      |                                                                       |
|                     | Se nus hom per ben servir                |      |                                                                       |
|                     | Si tot chantar non m'enansa              |      |                                                                       |
|                     | Tant es gay'es avinentz                  |      | Un frammento: due coblas, probabilmente di una dansa, forse una canso |